# Stefan Zekorn

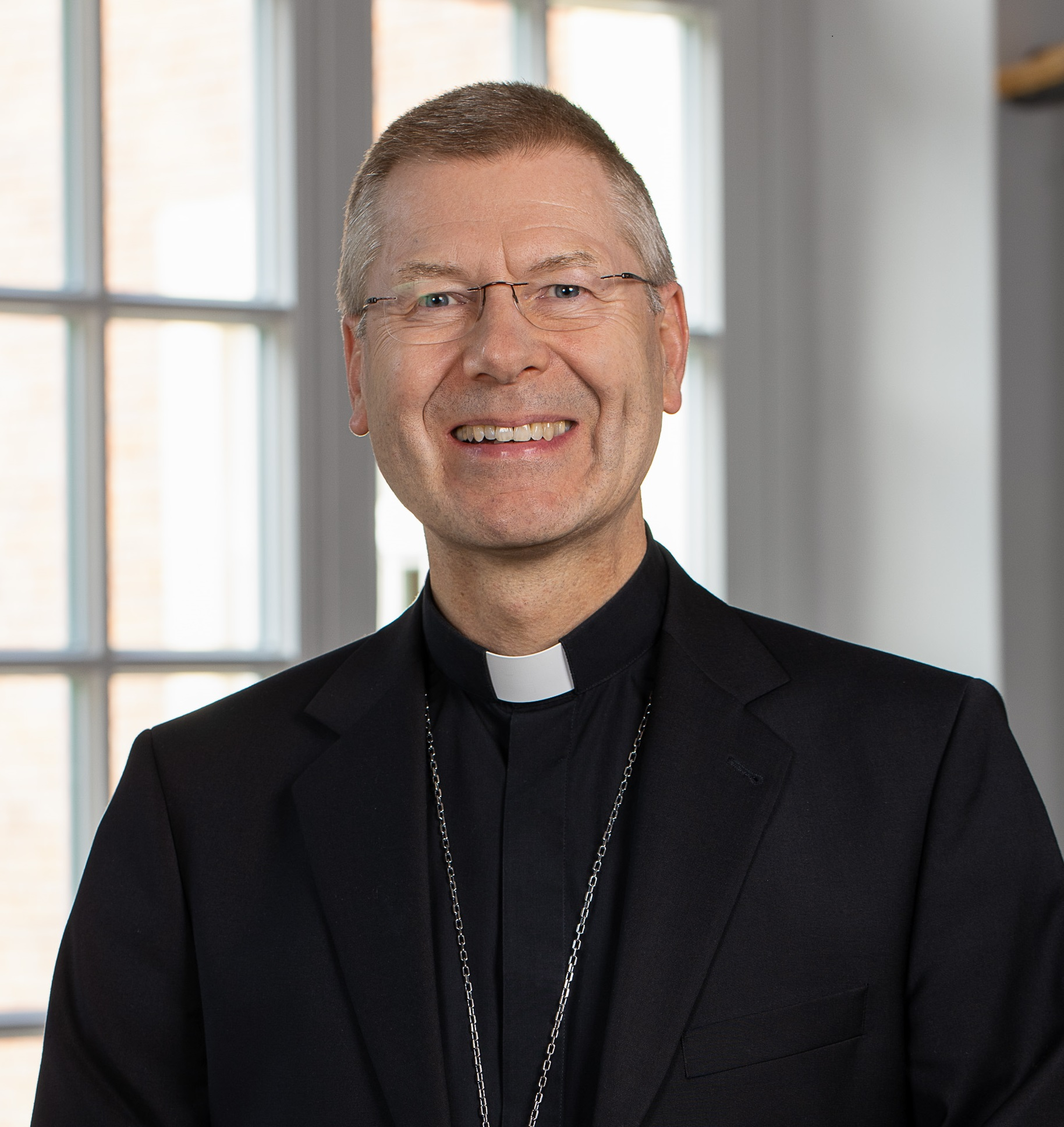
Weihbischof Stefan Zekorn (2025)

Bischofswappen

Stefan Zekorn (* 3. Oktober 1959 in Datteln) ist ein deutscher römisch-katholischer Geistlicher. Er ist Weihbischof im Bistum Münster.

## Leben
Stefan Zekorns Vater stammte aus dem Kirchspiel Groß Purden im Ermland und die Mutter aus Ratibor in Oberschlesien. Nach dem Abitur am Gymnasium Petrinum in Recklinghausen studierte Stefan Zekorn katholische Theologie und Philosophie an der Westfälischen Wilhelms-Universität in Münster und katholische Theologie an der Päpstlichen Universität Gregoriana in Rom. Am 8. Oktober 1984 empfing er in Rom durch Joachim Kardinal Meisner das Sakrament der Priesterweihe für das Bistum Münster.
Von 1985 bis 1987 war Zekorn Kaplan in der Pfarrei St. Laurentius in Warendorf. Anschließend war er von 1987 bis 1990 persönlicher Sekretär und Kaplan des Bischofs von Münster. Zudem wurde Zekorn 1987 Domvikar am St.-Paulus-Dom in Münster und Promotor iustitae am Bischöflichen Offizialat in Münster. 1990 wurde Zekorn Subsidiar in der Pfarrei St. Ludgerus in Münster-Albachten. 1992 wurde er an der Westfälischen Wilhelms-Universität zum Doktor der Theologie promoviert. Von 1992 bis 2006 war Zekorn als Spiritual am Collegium Borromaeum, dem Priesterseminar des Bistums Münster, für die geistliche Ausbildung und Begleitung der Theologiestudenten verantwortlich. Von 1992 bis 1994 war er zudem Zeremoniar am Dom zu Münster. 2006 wurde Zekorn Pfarrer an der Marienbasilika in Kevelaer, Rektor der Wallfahrt sowie nichtresidierender Domkapitular am Dom zu Münster.
Am 3. Dezember 2010 ernannte ihn Papst Benedikt XVI. zum Titularbischof von Aquae Albae in Mauretania und zum Weihbischof im Bistum Münster. Zekorn wurde am 13. Februar 2011 im Dom zu Münster durch Bischof Felix Genn zum Bischof geweiht; Mitkonsekratoren waren der Bischof von Limburg, Franz-Peter Tebartz-van Elst, sowie der Essener Bischof Franz-Josef Overbeck. Zekorn ist als Regionalbischof für das Stadtdekanat Münster sowie die Kreisdekanate Coesfeld (seit 2017) und Warendorf zuständig. Er ist außerdem Bischöflicher Beauftragter für die Weltkirche und residierender Domkapitular.
In der Deutschen Bischofskonferenz gehört er seit 2011 der Kommission Weltkirche an. Außerdem war er Mitglied der Glaubenskommission (2011–2017), der Unterkommission für wissenschaftliche Aufgaben im weltkirchlichen Bereich mit Zuständigkeit für die Wissenschaftliche Arbeitsgruppe für weltkirchliche Aufgaben (2011–2016) sowie der Unterkommission für Entwicklungsfragen (insbes. MISEREOR) (2016–2018).

## Veröffentlichungen
- Gelassenheit und Einkehr. Zu Grundlage und Gestalt geistlichen Lebens bei Johannes Tauler (= Studien zur systematischen und spirituellen Theologie, Bd. 10). (Dissertation, Universität Münster 1992), Echter, Würzburg 1993, ISBN 3-429-01516-2.
- "Gehorsam und Friede". Zur Spiritualität des Priesters im Geistlichen Tagebuch Johannes' XXIII., in Reinhard Marx, Peter Schallenberg (Hg.), "Ihr seid Brief Christi". Priestersein im Zeugnis von Theres von Lisieux, Johannes XXIII. und Romano Guardini, Paderborn: Bonifatius 1999 (Kontur 1025), 43–60, ISBN 978-3-89710-102-9.
- "...dass Jesus da sein kann". Spiritualität in der Priesterausbildung, in: Hans-Bernd Serries (Hg.) Priesterausbildung konkret, Münster: Dialogverlag 2004, 86–106, ISBN 3-933144-94-9.
- mit Detlef Trefz (Fotograf): Kevelaer (Bildband). Aschendorff, Münster 2006, ISBN 978-3-402-00239-1 (deutsch / niederländisch).
- mit Johannes Schreiter: Mysterium crucis. Die Glasfenster von Johannes Schreiter in der Kapelle des Priesterseminars Borromaeum Münster – Geheimnis des Kreuzes. Schnell & Steiner, Regensburg 2006, ISBN 978-3-7954-1941-7.
- mit Hans-Günther Schneider: Kevelaer. Wallfahrtsbasilika St. Marien. Schnell & Steiner, Regensburg 2010, ISBN 978-3-7954-4824-0.
- Der „Heilige Rest“? Christliche Gemeinde und ihre Zukunft. Butzon & Bercker, Kevelaer 2007, ISBN 978-3-7666-0867-3.
- Es ist ein Ros entsprungen. Gesegnete Weihnachten, Kevelaer: Lahn-Verlag 2014, ISBN 3-7840-7855-9.
- How to overcome violence against women: criticism of cultural traditions in the name of human rights, in: Daniel Legutke (ed.) –  Traditional values: facilitating or obstructing human rights? Documentation of the International Conference Lusaka, 25 to 27 June 2015, Bonn 2017, 16–20 (German Bishop's Conference research group on international church affairs, Projects Vol. 25) ISBN 978-3-940137-77-7.
- Change and conversion - How has Christian faith brought change and transformation to people and societies and how has it undergone change of approach and thinking? in: Marko Kuhn (ed.) - Development needs change - how can change be achieved?, Bonn 2017, ISBN 978-3-926288-34-9.
- Anders leben - mehr leben. Die evangelischen Räte, Kevelaer: Butzon & Bercker 2017, ISBN 978-3-7666-2407-9.
- Trauen wir uns wieder, Gott zu lieben. Wie wir auf den Relevanzverlust des Glaubens reagieren können, in: Herder Korrespondenz 74 (3/2020) S. 15–18.

als Herausgeber:
- mit Markus Trautmann: Glaubenszeugen in Kevelaer. (Buchreihe):
  - Arnold Janssen. Butzon & Bercker, Kevelaer 2007, ISBN 978-3-7666-0984-7.
  - Mutter Teresa. Butzon & Bercker, Kevelaer 2007, ISBN 978-3-7666-0986-1.
  - Hendrina Stenmanns. Butzon & Bercker, Kevelaer 2008, ISBN 978-3-7666-1248-9.
  - Werenfried van Straaten. Butzon & Bercker, Kevelaer 2010, ISBN 978-3-7666-1362-2.
- mit Christoph Hegge: Entschieden Christ sein. Zeugnisse Prominenter aus Kirche und Gesellschaft. Butzon & Bercker, Kevelaer 2008, ISBN 978-3-7666-0969-4.
- mit Hans-Georg Nissing: Staunend vor dem Menschen. Das Denken Papst Johannes Pauls II. Butzon & Bercker, 2011, ISBN 978-3-7666-1546-6.